# 安哥拉異吻象鼻魚
安哥拉異吻象鼻魚（学名：Marcusenius angolensis），為輻鰭魚綱骨舌魚目象鼻魚科的其中一種，其种加词“angolensis”意为“安哥拉的”。分布於非洲安哥拉的淡水流域，體長可達13.5公分，棲息於水底，具有發電器官，用來偵測獵物。

## 外部連結
安哥拉異吻象鼻魚的圖片 （页面存档备份，存于）